# Joan Brady
Joan Brady (n. 4 decembrie 1939, California, SUA – d. 18 iunie 2024) a fost o scriitoare de origine americană, prima femeie care a câștigat premiul Whitbread Book of the Year Abroad, acum cunoscut drept Costa Book Awards.

## Viața personală
Fiică a doi scriitori, Mildred Edie Brady și Robert A. Brady, Joan Brady are și o soră mai mică, Judy Brady. Înainte de a deveni scriitoare, Joan Brady a lăsat școala pe plan secundar, dedicându-se baletului. A dansat pentru San Francisco Ballet și The New York City Ballet. A renunțat la balet pentru cel care urma ulterior să-i devină soț, Dexter Masters, la rândul lui un scriitor, și din cauza nenumăratelor certuri pe care le avea cu mama sa. Dexter Masters a fost inițial iubitul mamei sale, Mildred, iar Joan s-a mutat cu el la vârsta de 17 ani, după ce prima nevastă a lui Dexter a decedat. Au împreună un fiu, Alexander Masters, autor al cărții Stuart a Life Backwards.
A obținut diploma în Filosofie la Universitatea Columbia, pentru ca ulterior să-și mai ia o diplomă în Matematică la Open University, și una în Fizică, asemeni fiului ei, care a studiat la Cambridge.
În prezent, Joan Brady locuiește în Oxford, Anglia.

## Opere

#### Venom
Este vorba despre un thriller care o are ca personaj principal pe fiziciana Helen Feyrl, deținătoarea unei colonii de albine cu venin unic, ce i-a fost dăruită încă din copilărie. În momentul în care iubitul ei moare, se hotărăște să accepte o ofertă de muncă de la o companie farmaceutică multinațională. Dar când moartea subită a unui coleg este urmată de o alta, Helen realizează că și viața ei este în pericol.

#### Bleedout
Hugh Feyrl, moștenitorul celei mai bogate și influente familii din Springfiend, Illinois, a fost bătut până la moarte în biblioteca propriului birou de avocatură. Suspectul: un fost condamnat la a cărui eliberare a participat Hugh Feyrl și pe care ulterior l-a luat ca protejat, dându-i posibilitatea de a-și reface viața. Pe măsură ce David se zbate să-și dovedească nevinovăția, în fața lui se deschide o lume macabră și plină de decepție.

#### Theory of War
Cel mai premiat roman al său, Theory of War, a câștigat nu mai puțin de cinci premii: Whitbread Novel of the Year (Regatul Unit), Whitbread Book of the Year (Regatul Unit), Waterstone's Book of the Month (Regatul Unit), Prix de Meilleur Livre Etranger (Franța), National Endowment of the Arts Fellowship (Statele Unite).

#### Prologue
Cartea, denumită Prologue în Marea Britanie și The unmaking of a dancer în S.U.A., este o autobiografie a autoarei, care descrie încercarea de a ajunge cineva în lumea mai mult decât competitivă a baletului, în ciuda lipsei de susținere a mamei sale. Înverșunarea cu care Joan pornește în această luptă împotriva mamei sale se datorează și nevoii de răzbunare pe care aceasta o simte față de ea, dorind să-l câștige pe Dexter Masters, bărbat ce i-a fost amant timp de câțiva ani lui Mildred Brady.

#### Death comes for Peter Pan
Alice Kessler este o luptătoare. Când află că mult prea iubitul ei soț i-au rămas doar câteva luni de trăit, refuză să creadă acest lucru. Îl ia pe Peter și îl duce în America, tărâmul făgăduinței. Însă acolo, Alicia găsește o a doua dragoste, neașteptată, nedorită și totuși irezistibilă. Cartea a câștigat premiile Orange Prize Longlist și Mind Prize Shortlist.